# محمد البلادي (لاعب كرة قدم مواليد 2001)
محمد وديع البلادي هو لاعب كرة قدم سعودي يلعب حاليًا في نادي العدالة.